# ماهی حلوای تیره
ماهی حلوای تیره (نام علمی: Lepidopsetta mochigarei) نام یک گونه از زیرخانواده راست‌رویان است.